# Kennedy Chihuri
Kennedy Chihuri (* 2. dubna 1969) je bývalý zimbabwský fotbalista, který odehrál 200 zápasů v nejvyšší české lize. Na přelomu 20. a 21. století byl jedním z prvních profesionálních fotbalistů tmavé pleti v české lize a kvůli tomu byl terčem mnoha rasistických útoků od diváků.

## Klubová kariéra
S fotbalem začal v roce 1981 v klubu CAPS United působícím v hlavním zimbabwském městě Harare. Při přesunu z mládežnických kategorií do dospělého fotbalu v roce 1986 přestoupil do klubu Chapungu United působícím v menším zimbabwském městě Gweru.
V létě roku 1994 si jej vyhlédl slovenský klub Tatran Prešov a byl také povolán do národního týmu Zimbabwe. V létě roku 1996 přestoupil do Slavie Praha, ve které se ale kvůli velké konkurenci neprosadil. Uvítal proto na začátku roku 1997 přestup do Viktorie Žižkov, ve které se stal jednou z opor týmu, jenž v roce 2001 vyhrál Pohár ČMFS a zahrál si tak Pohár UEFA proti Tirolu Innsbruck. V další sezóně Poháru UEFA si zahrál proti Glasgow Rangers a Betisu Sevilla. Na Žižkově dohrál i zbytek své fotbalové kariéry, kterou ukončil v roce 2004.

### Rasistické útoky od diváků
V květnu 1999 během zápasu domácího Žižkova se Spartou na něj sparťanští příznivci házeli banány, bučeli a křičeli "Chihuri je šimpanz!". Také kvůli tomu střídal už v 58. minutě a v pozápasovém rozhovoru se vyjádřil se slzami v očích: "Nevím, co na to mám odpovědět... Cítím se hrozně,". Nezastal se ho tehdy ani jeho trenér Petr Uličný: "Že na Chigiho řvali, že je šimpanz? Já jsem to neslyšel. Ale on je černý. Kdybychom přijeli do Afriky, taky by na nás řvali, že jsme bílí." O těchto projevech byl poté natočen krátký dokument FOTBAL REPORT.
Postupem doby se mu podařilo rasistické útoky ignorovat a soustředit se na svůj výkon.
V srpnu 2001 během zápasu domácího Brna proti Žižkovu zasypali brněnští příznivci hřiště banány a pomeranči. Chihuriho to už nerozhodilo, v pozápasovém rozhovoru se vyjádřil: "Nevadí mi to. Každý jsme jiný. Ať si dělají, co chtějí, já se soustředím na fotbal a nechávám to být,“, přestože musel poslouchat i to, že je šimpanz. V té době už proti rasismu začal vystupovat i fotbalový svaz, jenž za tyto projevy udělil domácímu Brnu pokutu ve výši 50 tisíc korun.

## Reprezentační kariéra
Za národní tým Zimbabwe odehrál v letech 1994 až 2003 celkem 30 utkání.

## Trenérská kariéra
Po skončení hráčské kariéry se začal věnovat roli mládežnického trenéra v Africe.